# Сахти

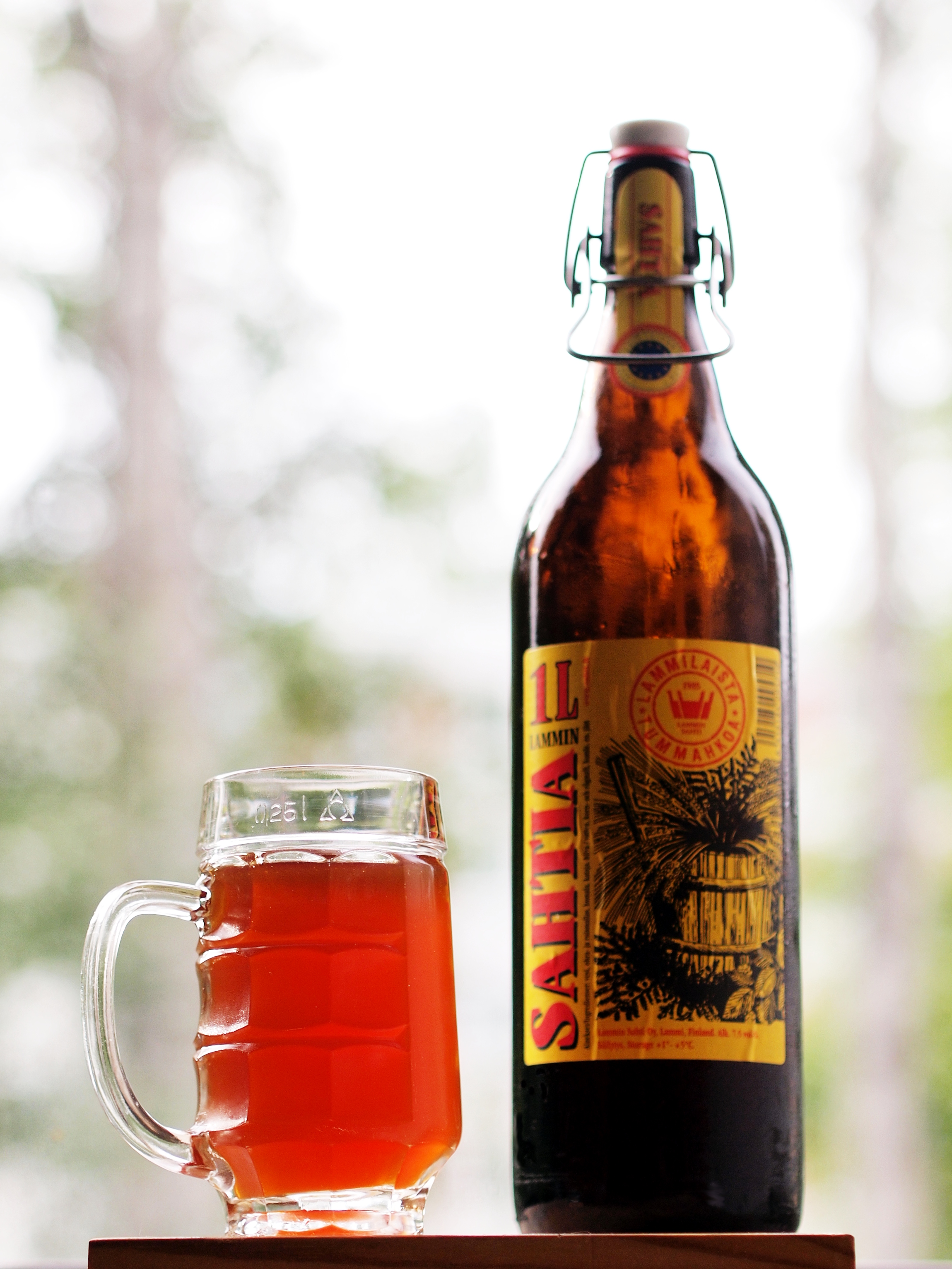
Сахти в литровой бутылке

Сахти (фин. sahti) — традиционное финское нефильтрованное пиво. В производстве используется прежде всего ячменный солод и в качестве добавок в небольшом количестве ржаной солод и реже пшеница и овёс. Сахти зарегистрировано в Европейском союзе в системе именований и защиты национальных продуктов как настоящий национальный продукт в 2002 году.

## Общее
Для вкуса в сахти можно использовать можжевельник, его ягоды или настойку из веток. Сладость в сусле получают затиранием смешанного с водой солода несколько часов при температуре 50—70 °C, когда крахмал солода расщепляется на сахар. В Сахти не добавляют никакого другого сахара, сиропа и т. п. В конце сусло кипятят и фильтруют и охлаждают. В охлаждённое добавляют дрожжи. Брожение длится несколько дней, дображивание на холоде две недели, когда жидкость осветляется и становится готова к употреблению. Дображивание происходит под небольшим давлением, благодаря чему в сахти накапливается небольшое количество углекислого газа. Сахти продукт свежий и хранится в подходящих условиях, например, в погребе около месяца. Цвет зависит от компонентов от жёлтого до тёмно-коричневого.
У сахти хорошо узнаваемый насыщенный, напоминающий бананы вкус, в который примешана горечь можжевельника. Сахти содержит даже после брожения много природных сахаров и ароматических веществ из зерна. Содержание алкоголя 7—9 %. В отличие от пива, хмель при производстве сахти практически не используется, а если и используется, то в небольших количествах. Имя «сахти» защищено в Европе законом как, например, «ламбик». Происхождение названия точно не известно, но наиболее вероятные версии ведут к германскому saf, из которого позднее развилось скандинавское saft, то есть «сок».
Кроме Финляндии сахти изготавливают на острове Готланд в Швеции, где напиток именуют дрику (dricku, Gotlandsdricku или Gotlandsdricka), а также в Эстонии на островах Сааремаа и Хиидемаа, и на материке, где напиток называют koduõlu или taluõlu (домашнее пиво).
Традиционные территории сахти в Финляндии Хяме и Северная Сатакунта, также части Уусимаа и Центральной Финляндии. В конкурсах сахти участвует свыше 30 общин страны.
Известный знаток и специалист пива в мире Майкл Джексон в своей книге высоко оценил сахти. Он гостил в Финляндии много раз на пивных фестивалях и как ценитель местных особенностей распространил информацию о до того мало известном продукте. По его словам, сахти «в пивоварении — недостающее звено между Месопотамией и нынешним днём», как «антропология в стакане». Благодаря книгам Джексона многие американские пивоварни начали изготавливать сахти.

## Изготовители сахти в Финляндии
- Pyynikin käsityöläispanimo
- Beer Hunter’s (Pori): Muffloni Sahti
- Finlandia Sahti Ky: Finlandia Sahti ja Strong Sahti
- Hartolan Sahti: Krouvin Sahti ja Punakallion Sahti
- Hollolan Hirvi: Kivisahti
- Joutsan Sahti Oy: Tuotemyynti Joutsan Alkossa
- Lammin Sahti Ky: Tuotemyynti muun muassa Tuuloksessa ja Helsingissä Alko Arkadiassa
- Malmgårdin Panimo Oy: Huvila Sahti
- Stadin Panimo Oy: Stadin Kundi ja Stadin Friidu
- Tiinan Sahti (Sysmä): Vierteen tuotemyynti
- Yolly Giant (Tampere): Sahti- ja olutvierteet
- Honkajoen Sahtivierre (Honkajoki): Sahtivierteen valmistus
- Luopioisten sahtiseura (Rautajärvi)